# Heliocypha nubecula
Heliocypha nubecula – gatunek ważki z rodziny Chlorocyphidae. Endemit północnej Sumatry. Znany tylko z okazów typowych (4 samce, 3 samice) odłowionych w lipcu 1941 roku.